# Landeplatz Giżycko-Mazury Residence

i8
i11
i13
Der Landeplatz Giżycko-Mazury Residence (ICAO-Code: EPGM) ist ein Landeplatz in Grajwo (deutsch Graywen) in der Landgemeinde Giżycko in der Woiwodschaft Ermland-Masuren in Polen.
Er befindet sich sechs Kilometer südöstlich des Zentrums von Giżycko (deutsch Lötzen) südlich am Ufer des Grajewko (deutsch Graiwer See), der mit einem kleinen Bachlauf mit dem Niegocin (deutsch Löwentinsee) verbunden ist. Der Landeplatz gehörte der Firma Arna Sp. z o.o.

## Technische Daten
Der Landeplatz hat eine grasbewachsene Landebahn mit einer Gesamtlänge von 800 Metern und einer nutzbaren Länge (TORA – Takeoff Run Available und LDA – Landing Distance Available) von 700 Metern. Das Höchstabfluggewicht der startenden Flugzeuge beträgt 5.700 Kilogramm (MTOW – Maximum Takeoff Weight).
Funktechnisch ist der Platz nicht angeschlossen, es gibt keine Treibstoffversorgung. In einer vorhandenen Halle gab es Hangarplätze auf Anfrage. In den Flughafeninformationen wird auf den 327 Meter hohen Sendemast RTCN Miłki in direkter Nähe hingewiesen.
Der Landeplatz wurde inoffiziell 2007 und offiziell 2012 eröffnet. Mit der NOTAM vom 26. Juni 2017 wurde der Landeplatz geschlossen.
Der Platz wird inoffiziell von Privatfliegern genutzt.

## Betreibergesellschaft
Der Landeplatz gehörte der Arna Sp. z o.o., einer Immobilienfirma, die weiter südlich des Landeplatzes mit dem Baugebiet „Mazury Residence“ im Ortsteil „Osiedle Grajwo“ hochwertige Häuser am Ufer des Niegocin errichten wollte. Diese Häuser sollten einen eigenen Bootshafen in einer eigens errichteten Lagune haben. Im Baugebiet waren ein Hotel, ein Restaurant, ein Strand, ein Golfplatz, ein Sportplatz sowie Tennisplätze geplant. Die Häuser sollten in sechs verschiedenen Typvarianten mit Wohnflächen von 279 m² bis 442 m² auf Parzellen von 5.000 m² bis 10.000 m² entstehen. In diesem Bauvorhaben war zudem der Landeplatz eingeschlossen. Nach der Insolvenz der Gesellschaft wurden die Bauarbeiten an den bereits begonnenen Häusern eingestellt und der Landeplatz nicht mehr betrieben.